# 黄庄大米
黄庄大米，产于天津市宝坻区，2011年成为宝坻区首个地理标志证明商标产品，也是无公害农产品认证产品。其产地黄庄洼地区（黄庄镇与八门城镇）有四百多年的水稻种植历史，水稻常年种植面积20余万亩，占天津市水稻种植面积的60%以上。